# Ecodonia tchrinaria
Ecodonia tchrinaria är en fjärilsart som beskrevs av Charles Oberthür 1893. Ecodonia tchrinaria ingår i släktet Ecodonia och familjen mätare. Inga underarter finns listade i Catalogue of Life.